# Németh Milán (labdarúgó)
Németh Milán (Szombathely, 1988. május 29. –) magyar labdarúgó, jelenleg a Szombathelyi Haladás játékosa.

## Pályafutása
Németh Milán a Lombard Pápa színeiben mutatkozott be az NB I-ben. A sárga-fekete csapatban öt szezont töltött el, ez idő alatt 71 élvonalbeli bajnokin lépett pályára és egy gólt szerzett. A Diósgyőri VTK 2014 nyarán igazolta le, de a miskolciaknál töltött másfél éve nem sikerült túl jól, sérülések is akadályozták abban, hogy folyamatos játéklehetőséghez jusson, a DVTK-ban harminc NB I-es bajnokin egy gólt szerzett. A 2016-17-es idény tavaszi felét kölcsönben a Soproni VSE csapatánál töltötte. 2017. június 25-én aláírt szülővárosának csapatához, a Szombathelyi Haladáshoz.

## Statisztikák

### Klubcsapatban
| Klub         | Szezon | Bajnokság | Bajnokság | Kupa  | Kupa | Ligakupa | Ligakupa | Európa | Európa | Összesen | Összesen |
| Klub         | Szezon | Meccs     | Gól       | Meccs | Gól  | Meccs    | Gól      | Meccs  | Gól    | Meccs    | Gól      |
| ------------ | ------ | --------- | --------- | ----- | ---- | -------- | -------- | ------ | ------ | -------- | -------- |
| Lombard Pápa |        |           |           |       |      |          |          |        |        |          |          |
| 2008–09      | 0      | 0         | 1         | 0     | 5    | 0        | 0        | 0      | 6      | 0        |          |
| 2009–10      | 0      | 0         | 0         | 0     | 1    | 0        | 0        | 0      | 1      | 0        |          |
| 2010–11      | 19     | 0         | 3         | 0     | 2    | 0        | 0        | 0      | 24     | 0        |          |
| 2011–12      | 17     | 0         | 1         | 0     | 9    | 0        | 0        | 0      | 27     | 0        |          |
| 2012–13      | 18     | 0         | 2         | 1     | 7    | 0        | 0        | 0      | 27     | 1        |          |
| 2013–14      | 17     | 0         | 3         | 0     | 8    | 0        | 0        | 0      | 28     | 0        |          |
| Összesen     | 71     | 0         | 10        | 1     | 32   | 0        | 0        | 0      | 113    | 1        |          |
| Összesen     |        | 71        | 0         | 10    | 1    | 32       | 0        | 0      | 0      | 113      | 1        |

2014. május 18. szerint

## Fordítás
Ez a szócikk részben vagy egészben  a   Milán Németh című angol Wikipédia-szócikk ezen változatának fordításán alapul.  Az eredeti cikk szerkesztőit annak laptörténete sorolja fel. Ez a jelzés csupán a megfogalmazás eredetét és a szerzői jogokat jelzi, nem szolgál a cikkben szereplő információk forrásmegjelöléseként.